# Olympische Sommerspiele 1984/Kanu – Zweier-Kajak 1000 m (Männer)
Die Wettkämpfe im Zweier-Kajak über 1000 Meter bei den Olympischen Sommerspielen 1984 wurden vom  7. bis 11. August auf dem Lake Casitas ausgetragen.
Es wurden drei Vorläufe, zwei Hoffnungsläufe, drei Halbfinals und ein Finale ausgetragen.
Olympiasieger wurden die Kanadier Hugh Fisher und Alwyn Morris.

## Ergebnisse

### Vorläufe
Die jeweils ersten drei Boote qualifizierten sich direkt für das Halbfinale, die restlichen Boote für die Hoffnungsläufe.

#### Vorlauf 1
| Rang | Athleten                         | Nation              | Zeit        |
| ---- | -------------------------------- | ------------------- | ----------- |
| 1    | Hugh Fisher Alwyn Morris         | Kanada              | 3:29,21 min |
| 2    | Terry Kent Terry White           | Vereinigte Staaten  | 3:30,87 min |
| 3    | Werner Bachmayer Wolfgang Hartl  | Österreich          | 3:31,58 min |
| 4    | Bernard Brégeon Patrick Lefoulon | Frankreich          | 3:31,60 min |
| 5    | Harald Amundsen Einar Rasmussen  | Norwegen            | 3:44,60 min |
| 6    | Chu Zhengyong Peng Bo            | Volksrepublik China | 3:52,98 min |

#### Vorlauf 2
| Rang | Athleten                              | Nation         | Zeit        |
| ---- | ------------------------------------- | -------------- | ----------- |
| 1    | Matthias Seack Oliver Seack           | BR Deutschland | 3:28,30 min |
| 2    | Barry Kelly Grant Kenny               | Australien     | 3:28,73 min |
| 3    | Daniele Scarpa Francesco Uberti       | Italien        | 3:28,82 min |
| 4    | Herminio Menéndez Guillermo del Riego | Spanien        | 3:30,93 min |
| 5    | Alexandru Dulău Ion Geantă            | Rumänien       | 3:35,25 min |
| 6    | Kazumori Koike Hisao Yanagisawa       | Japan          | 3:49,63 min |

#### Vorlauf 3
| Rang | Athleten                          | Nation         | Zeit        |
| ---- | --------------------------------- | -------------- | ----------- |
| 1    | Bengt Andersson Karl Sundqvist    | Schweden       | 3:31,72 min |
| 2    | Gert Jan Lebbink Ron Stevens      | Niederlande    | 3:34,04 min |
| 3    | Christopher Canham Jan Raciborski | Großbritannien | 3:35,93 min |
| 4    | Robert Jenkinson Edwin Richards   | Neuseeland     | 3:37,69 min |
| 5    | Patrick De Bucke Patrick Hanssens | Belgien        | 3:37,92 min |

### Hoffnungsläufe
Die jeweils ersten vier Boote qualifizierten sich für das Halbfinale.

#### Hoffnungslauf 1
| Rang | Athleten                          | Nation              | Zeit        |
| ---- | --------------------------------- | ------------------- | ----------- |
| 1    | Bernard Brégeon Patrick Lefoulon  | Frankreich          | 3:40,88 min |
| 2    | Alexandru Dulău Ion Geantă        | Rumänien            | 3:41,03 min |
| 3    | Patrick De Bucke Patrick Hanssens | Belgien             | 3:52,20 min |
| 4    | Chu Zhengyong Peng Bo             | Volksrepublik China | 3:53,22 min |

#### Hoffnungslauf 2
| Rang | Athleten                              | Nation     | Zeit        |
| ---- | ------------------------------------- | ---------- | ----------- |
| 1    | Herminio Menéndez Guillermo del Riego | Spanien    | 3:41,20 min |
| 2    | Harald Amundsen Einar Rasmussen       | Norwegen   | 3:43,61 min |
| 3    | Robert Jenkinson Edwin Richards       | Neuseeland | 3:45,97 min |
| 4    | Kazumori Koike Hisao Yanagisawa       | Japan      | 4:00,02 min |

### Halbfinalläufe
Die ersten drei Boote der Halbfinals erreichten das Finale.

#### Halbfinale 1
| Rang | Athleten                          | Nation         | Zeit        |
| ---- | --------------------------------- | -------------- | ----------- |
| 1    | Hugh Fisher Alwyn Morris          | Kanada         | 3:29,09 min |
| 2    | Barry Kelly Grant Kenny           | Australien     | 3:30,24 min |
| 3    | Bernard Brégeon Patrick Lefoulon  | Frankreich     | 3:32,25 min |
| 4    | Christopher Canham Jan Raciborski | Großbritannien | 3:35,77 min |
| 5    | Robert Jenkinson Edwin Richards   | Neuseeland     | 3:38,80 min |

#### Halbfinale 2
| Rang | Athleten                              | Nation         | Zeit        |
| ---- | ------------------------------------- | -------------- | ----------- |
| 1    | Herminio Menéndez Guillermo del Riego | Spanien        | 3:29,98 min |
| 2    | Matthias Seack Oliver Seack           | BR Deutschland | 3:30,18 min |
| 3    | Patrick De Bucke Patrick Hanssens     | Belgien        | 3:31,00 min |
| 4    | Werner Bachmayer Wolfgang Hartl       | Österreich     | 3:31,60 min |
| 5    | Gert Jan Lebbink Ron Stevens          | Niederlande    | 3:36,36 min |

#### Halbfinale 3
| Rang | Athleten                        | Nation             | Zeit        |
| ---- | ------------------------------- | ------------------ | ----------- |
| 1    | Daniele Scarpa Francesco Uberti | Italien            | 3:28,25 min |
| 2    | Bengt Andersson Karl Sundqvist  | Schweden           | 3:29,80 min |
| 3    | Terry Kent Terry White          | Vereinigte Staaten | 3:29,81 min |
| 4    | Alexandru Dulău Ion Geantă      | Rumänien           | 3:29,99 min |
| 5    | Harald Amundsen Einar Rasmussen | Norwegen           | 3:34,77 min |

### Finale
| Rang | Athleten                              | Nation             | Zeit        |
| ---- | ------------------------------------- | ------------------ | ----------- |
| 1    | Hugh Fisher Alwyn Morris              | Kanada             | 3:24,22 min |
| 2    | Bernard Brégeon Patrick Lefoulon      | Frankreich         | 3:25,97 min |
| 3    | Barry Kelly Grant Kenny               | Australien         | 3:26,80 min |
| 4    | Terry Kent Terry White                | Vereinigte Staaten | 3:27,01 min |
| 5    | Matthias Seack Oliver Seack           | BR Deutschland     | 3:27,28 min |
| 6    | Daniele Scarpa Francesco Uberti       | Italien            | 3:27,46 min |
| 7    | Herminio Menéndez Guillermo del Riego | Spanien            | 3:27,53 min |
| 8    | Bengt Andersson Karl Sundqvist        | Schweden           | 3:29,39 min |
| 9    | Patrick De Bucke Patrick Hanssens     | Belgien            | 3:32,92 min |